# Дритеч
Дритеч (чеш. Dříteč) је насељено мјесто са административним статусом сеоске општине (чеш. obec) у округу Пардубице, у Пардубичком крају, Чешка Република.

## Становништво
Према подацима о броју становника из 2014. године насеље је имало 407 становника.